# أمانويل يوهانس
أمانويل يوهانس جامو (بالأمهرية: አማኑኤል ዮሃንስ)‏ (من مواليد 14 مارس 1999) هو لاعب كرة قدم إثيوبي محترف يلعب كلاعب خط وسط لنادي البن الإثيوبية والمنتخب الإثيوبي.

## مسيرته الدولية
ظهر يوهانس لأول مرة دوليًا مع المنتخب الإثيوبي في مباراة ودية 1-1 مع بوروندي في 2 سبتمبر 2018.